# Биково (Шелаболіхинський район)
Би́ково (рос. Быково) — село у складі Шелаболіхинського району Алтайського краю, Росія. Входить до складу Крутішинської сільської ради.

## Населення
Населення — 68 осіб (2010; 116 у 2002).
Національний склад (станом на 2002 рік):
- росіяни — 95 %